# 施萊夫維森格拉本河

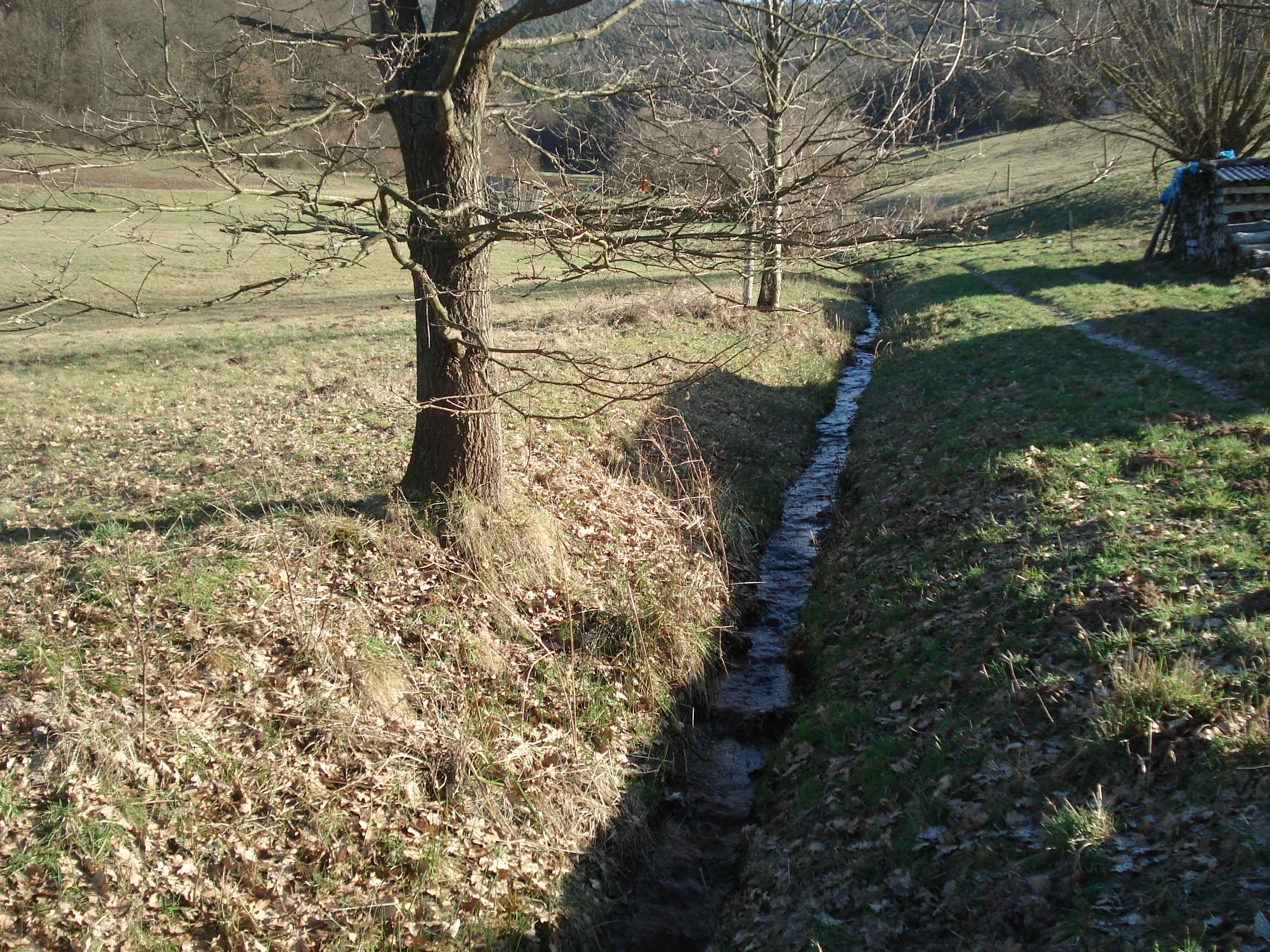

49°48′9.35″N 9°15′50.65″E / 49.8025972°N 9.2640694°E
施萊夫維森格拉本河（德語：Schleifwiesengraben），是德國的河流，位於該國東南部，由巴伐利亞負責管轄，屬於奧巴赫河的左支流，河道全長1.1公里，流域面積1.4平方公里。